# Acropteris simpliciata
Acropteris simpliciata är en fjärilsart som beskrevs av Johannes Karl Max Röber. Acropteris simpliciata ingår i släktet Acropteris och familjen Uraniidae. Inga underarter finns listade i Catalogue of Life.